# Alfred Clebsch

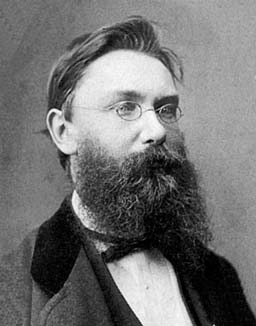
Alfred Clebsch, 1833–1872

Rudolf Friedrich Alfred Clebsch (* 19. Januar 1833 in Königsberg; † 7. November 1872 in Göttingen) war ein deutscher Mathematiker, der bedeutende Beiträge zur algebraischen Geometrie, Invariantentheorie und zur Elastizitätstheorie leistete. Er gilt als Initiator des gymnasialen zweiten Bildungswegs (ZBW).

## Leben
Clebsch studierte ab 1850 Mathematik an der Albertina in Königsberg. Zu seinen Lehrern dort gehörte insbesondere Otto Hesse, der wiederum ein Schüler von Carl Gustav Jacob Jacobi war. Im Jahr 1854 wurde er mit der Arbeit Ueber die Bewegung eines Ellipsoids in einer Flüssigkeit dort promoviert. Clebsch arbeitete dann ab 1854 in Berlin als Lehrer an verschiedenen Schulen. An der Berliner Universität habilitierte er sich 1858 für Mathematische Physik.
Im Herbst 1858 folgte Clebsch einem Ruf als Professor der analytischen Mechanik an die Polytechnische Schule Karlsruhe, wo er 1858 bis 1863 wirkte. In seiner Karlsruher Zeit publizierte Clebsch 1862 sein wegweisendes Buch über Elastizitätstheorie; dort gelang ihm nicht nur eine Synthese der Stabtheorien von Gustav Robert Kirchhoff und Barré de Saint-Venant, sondern stellte die Kirchhoffsche Plattentheorie auf eine breitere mathematische Basis. 1863 wurde er ordentlicher Professor in Gießen, 1868 dann in Göttingen, wo er im Amt des Rektors 1872 im Alter von nur 39 Jahren an Diphtherie verstarb.
1864 wurde er zum korrespondierenden Mitglied der Göttinger Akademie der Wissenschaften gewählt. Ab 1868 war er korrespondierendes Mitglied der Preußischen und ab 1869 der Bayerischen Akademie der Wissenschaften. 1871 wurde er Ehrenmitglied der London Mathematical Society.
Seine Zusammenarbeit mit Paul Gordan führte zur Entwicklung der Clebsch-Gordan-Koeffizienten aus der Darstellungstheorie der Drehgruppe, die weite Anwendung in der Quantenmechanik finden. Als Zentrum einer eigenen Schule der algebraischen Geometrie entwickelte er die Ideen von Bernhard Riemann über die geometrische Anwendung der Funktionentheorie weiter. Die starke geometrische Orientierung seiner Schule wurde von den Berliner Mathematikern um Weierstraß, Kronecker und Kummer mit Skepsis betrachtet. Nach dem Tod von Clebsch übernahm dessen Schüler Felix Klein die Leitung von dessen Schule und die Gegnerschaft der Berliner Mathematiker, die auf größere Exaktheit bestanden, übertrug sich auf diesen, woraus der Keim des Gegensatzes Berliner und Göttinger Mathematiker entstand, die im ausgehenden 19. Jahrhundert die führenden Schulen in Deutschland stellten.
Zusammen mit Carl Gottfried Neumann gründete er 1868 die mathematische Zeitschrift Mathematische Annalen, die lange Zeit eine der weltweit angesehensten mathematischen Fachzeitschriften war.

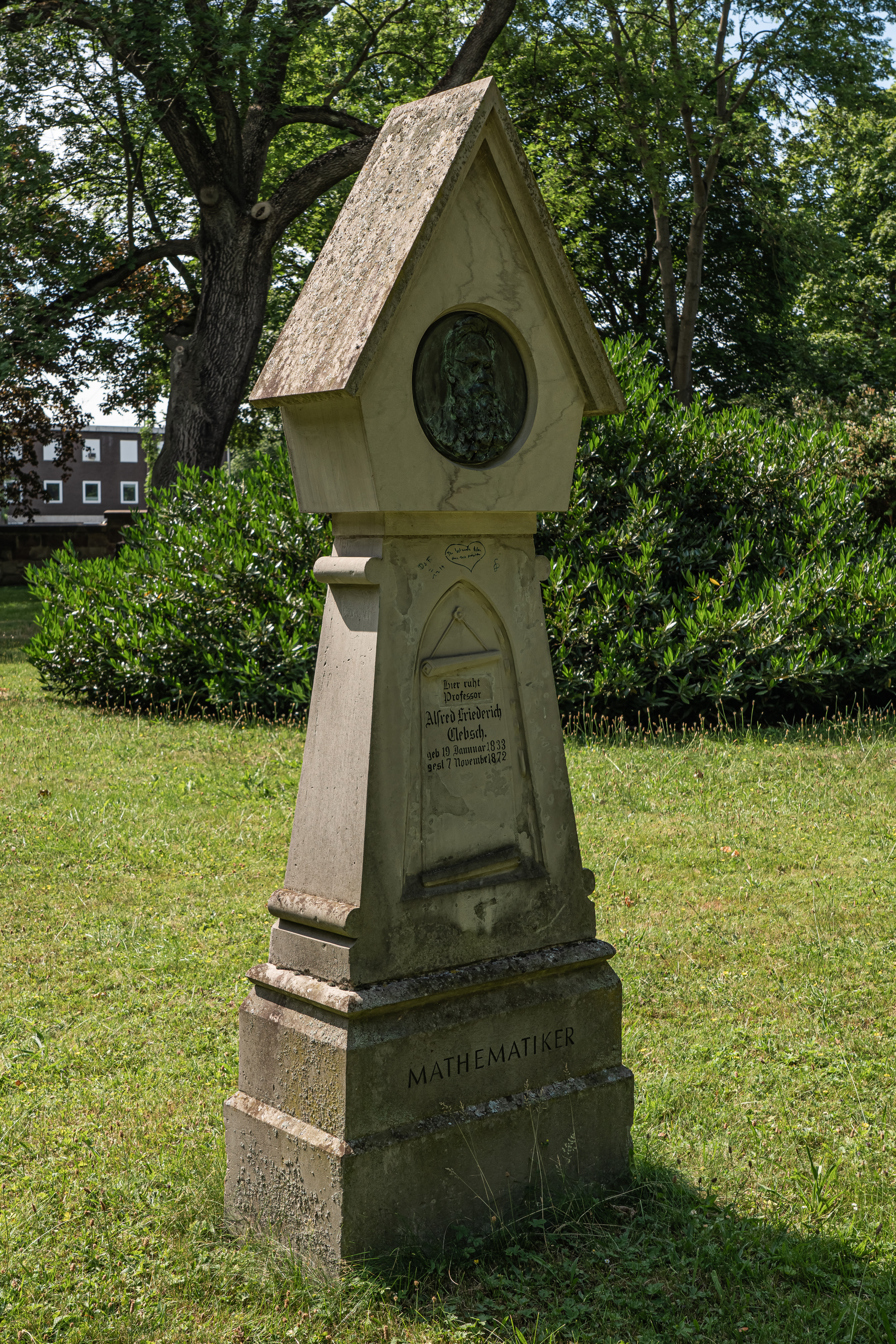
Grabmal von Clebsch

Das Grab von Clebsch befindet sich auf dem Bartholomäusfriedhof in Göttingen. Nach 1960 befand sich das Grabmal lange Zeit in einem schlechten und unvollständigen Zustand. 2006 wurde der Grabstein restauriert, wobei der Teil über der Schriftrolle in vereinfachter Form neu geschaffen wurde. Das moderne Medaillon hat Thomas Duttenhoefer 2006 in Anlehnung an das Original geschaffen. Am 23. Mai 2006 fand die Einweihung statt.

## Schriften
- Theorie der Elasticität fester Körper. Teubner, Leipzig 1862. (Digitalisat)
- mit Paul Gordan: Theorie der Abelschen Funktionen. Teubner, Leipzig 1866. (Digitalisat)
- Theorie der binären algebraischen Formen. Teubner, Leipzig 1872. (Digitalisat)